# Tean Samnang
Tean Samnang (* 25. Februar 1979 in der Provinz Kratie, Kambodscha) ist ein kambodschanischer Diplomat.

## Ausbildung
2000 erhielt Tean einen Bachelor of Science in Rechtswissenschaften von der kambodschanischen Norton University und 2004 einen Master in Politikwissenschaften der Königlichen Akademie von Kambodscha. 2005 kam dazu ein Bachelor of Arts in Englisch der Norton University, er studierte 2015 am U.S. Institute on American Politics and Political Thought der University of Massachusetts und erhielt 2017 ein Fortbildungsprogramm für junge diplomatische Talente aus den Ländern der One Belt One Road Initiative an der Fudan-Universität (Volksrepublik China).
Am 8. Dezember 2023 übergab Tean seine Akkreditierung für Indonesien und am 19. Februar 2024 seine Akkreditierung für Osttimor.

## Beruflicher Werdegang
Von Mai 2004 bis Januar 2006 arbeitete Tean als Forscher am International Relations Institute of Cambodia der Royal Academy of Cambodia. Von Februar bis April 2006 war er Mitglied eines unabhängigen Forschungsteams der interministerialen Task Force, bevor Tean bis Februar 2008 Berater für Kapazitätsentwicklung für die Deutsche Gesellschaft für Technische Zusammenarbeit (GTZ) war. Von März 2008 bis April 2016  war Tean dann leitender Forscher der Information Research and Analysis Group des Kabinetts des Premierministers und Untersekretär im Sekretariat des Premierministers. Im April 2016 wurde er als Unter-Staatssekretär Berater im Außenministerium Kambodschas, wurde dann aber im November 2016 als Generalkonsul nach Shanghai entsandt. Seit März 2020 ist Tean Präsident des Nationalinstituts für Diplomatie und Internationale Beziehungen.
2023 wurde Tean zum kambodschanischen Botschafter in Jakarta ernannt, mit Zuständigkeit für Indonesien und Osttimor. Er folgt damit Iv Heang auf den Posten. Am 8. Dezember 2023 übergab Tean seine Akkreditierung für Indonesien und am 19. Februar 2024 seine Akkreditierung für Osttimor.

## Persönliches
Tean spricht neben seiner Muttersprache Khmer noch Englisch. Er ist verheiratet und hat zwei Töchter.

## Auszeichnungen
- Nationale Ehrenmedaille, Medaille von Mohasereiwaddh des Königreichs Kambodscha, 2020
- Nationale Ehrenmedaille, Medaille von Mohasena des Königreichs Kambodscha, 2017
- Nationale Ehrenmedaille, Medaille von Tippadint des Königreichs Kambodscha, 2015
- Nationale Ehrenmedaille, Medaille von Sena des Königreichs Kambodscha, 2013
- Nationale Ehrenmedaille, Medaille von Monysaraphann, Stufe Sena, 2012
- Nationale Ehrenmedaille, Medaille von Kangea, Stufe Gold, 2010[1]